# 244 f.Kr.

## Händelser

### Efter plats

#### Grekland
- Agis IV efterträder sin far Eudamidas II som kung av Sparta.
- Kriget i Mindre Asien och Egeiska havet intensifieras när det akaiska förbundet allierar sig med Ptolemaios III av Egypten, medan Seleukos II säkrar två allianser i svarta havsregionen. Ptolemaios III:s arméer når ända till Baktrien och Indiens gräns i sina anfall på Seleukiderriket.
- Genom att besegra den egyptiska flottan vid Andros kan Antigonos II behålla kontrollen över Egeiska havet.

#### Kartago
- Hamilkar Barkas för sin armé till berget Eryx' (Monte San Giuliano) fot, varifrån han kan hjälpa den belägrade garnisonen i den närbelägna staden Drepanum (Trapani).

## Avlidna
- Eudamidas II, kung av Sparta sedan omkring 275 f.Kr.